# Valea Crișului
Valea Crișului (en hongrois: Sepsikőröspatak) est commune roumaine du județ de Covasna, dans le Pays sicule en Transylvanie. Elle est composée des deux villages suivants:
- Calnic (Kálnoc)
- Valea Crișului, siège de la commune

## Localisation
La commune est située au centre-ouest du județ de Covasna, à l'est de Transylvanie, au pied des monts Baraolt dans les Carpates orientales sur les rives de la Criș, à 6 km de Sfântu Gheorghe (Sepsiszentgyörgy).

## Monuments et lieux touristiques
- Église réformée du village de Calnic (construction XVe siècle - XIXe siècle), monumenthistorique
- Église unitarienne du village de Calnic (construite au XVIIe siècle), monument historique
- Église catholique “Sainte Trinité” du village de Valea Crișului (construction XIIIe siècle - XVIe siècle), monument historique
- Église réformée du village de Valea Crișului
- Château Kálnoki du village de Valea Crișului (construite en XVIIe siècle - XVIIIe siècle), monument historique
- Site archéologique Nyírtető de Valea Crișului (XIIe siècle - XIIIe siècle)
- Rivière Criș
- Monts Baraolt